# Fase (golf)

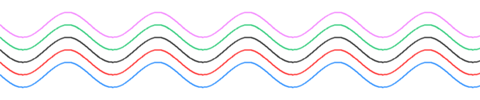
Golven met dezelfde fase, zij lopen in fase.

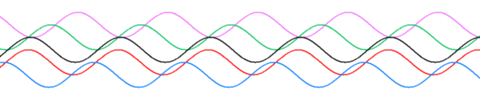
De roze, blauwe en groene golven hebben een andere fase dan de zwarte en rode golven.

Harmonische trilling: A is de amplitude, T de periode

De fase of fasehoek van een periodiek verschijnsel op het tijdstip {\displaystyle t} is de relatieve positie ten opzichte van de periode sinds het begin van een  nieuwe cyclus. De fase wordt niet uitgedrukt als fractie van de periode, maar een cyclus wordt gezien als een rondgang over 360° of {\displaystyle 2\pi } radialen. Is het verschijnsel op 1/3 van een nieuwe cyclus gekomen, dan is de fase 120°, of {\displaystyle {\tfrac {2}{3}}\pi \,{\text{rad}}}. Als {\displaystyle x(t)} het periodieke verschijnsel is, {\displaystyle T} de periode en {\displaystyle t_{0}} het begin van de eerste cyclus, is de fase 
{\displaystyle \varphi (t)=360\,{\frac {t-t_{0}}{T}}{\pmod {360}}} graden
of 
{\displaystyle \varphi (t)=2\pi \,{\frac {t-t_{0}}{T}}{\pmod {2\pi }}} radialen.
Niet altijd wordt modulo het aantal doorlopen hele cycli gerekend en wordt de fase dus gegeven door:
{\displaystyle \varphi (t)=360^{\circ }{\frac {t-t_{0}}{T}}}
of 
{\displaystyle \varphi (t)=2\pi \,{\frac {t-t_{0}}{T}}\,{\text{rad}}}
De fase duidt ook wel het aantal uitgevoerde trillingen aan op een tijdstip, gerekend vanaf het tijdstip {\displaystyle t=0} in termen van cycli van {\displaystyle 360^{\circ }} of {\displaystyle 2\pi \,{\text{rad}}}. 
De harmonische trilling of golf wordt beschreven door
{\displaystyle x(t)=A\cdot \sin(2\pi ft+\varphi _{0})},
met 
{\displaystyle A} de amplitude van de trilling,
{\displaystyle f} de frequentie,
{\displaystyle t} de verstreken tijd en
{\displaystyle \varphi _{0}} de beginfase van de trilling.  De beginfase wordt bepaald door de verschuiving van de golf op het begintijdstip {\displaystyle t=0}. Een beweging met frequentie {\displaystyle f} heeft een periode {\displaystyle T=1/f}.

## Faseverschil
Het faseverschil tussen twee golven geeft aan hoeveel een golf of trilling vertraagd is (uit de pas loopt) ten opzichte van een andere golf of trilling die dezelfde frequentie heeft.
Als twee golven dezelfde fase hebben, is het faseverschil gelijk aan 0. Dan wordt gezegd dat de golven in fase lopen. Als twee golven een faseverschil van de helft van de golflengte hebben (dit komt overeen met {\displaystyle \pi } rad = 180°), is er sprake van tegenfase.